# Roberto Repole
Roberto Repole (ur. 29 stycznia 1967 w Turynie) – włoski duchowny rzymskokatolicki, doktor nauk teologicznych, arcybiskup metropolita Turynu i biskup diecezjalny Susy od 2022, kardynał prezbiter od 2024.

## Życiorys
13 czerwca 1992 otrzymał święcenia kapłańskie i został inkardynowany do archidiecezji turyńskiej. Uzyskał doktorat z teologii na Papieskim Uniwersytecie Gregoriańskim. Po czteroletnim stażu wikariuszowskim został wykładowcą instytutu nauk religijnych w Turynie oraz tamtejszego wydziału teologicznego. W latach 2011–2016 kierował także stowarzyszeniem włoskich teologów.
19 lutego 2022 został mianowany przez papieża Franciszka arcybiskupem metropolitą Turynu oraz biskupem diecezji Susy połączonych unią in persona episcopi. Sakry udzielił mu 7 maja 2022 arcybiskup Cesare Nosiglia.
6 października 2024 podczas modlitwy Anioł Pański papież Franciszek ogłosił jego nominację kardynalską. Na konsystorzu 7 grudnia 2024 został kreowany kardynałem prezbiterem kościoła Jezusa Boskiego Nauczyciela, w Pineta Sacchetti. Brał udział w konklawe 2025, które wybrało papieża Leona XIV.